# Volterra, la citadelle
Ne doit pas être confondu avec Volterra, le municipe.
Volterra, la citadelle est un tableau peint en 1834 par Camille Corot, et qui représente la citadelle de Volterra.
Volterra, la citadelle est donné par Étienne Moreau-Nélaton au musée du Louvre en 1906, avec son compagnon Volterra, le municipe. Il fait partie des collections du département des Peintures et porte le numéro d'inventaire RF 1619.

## Historique

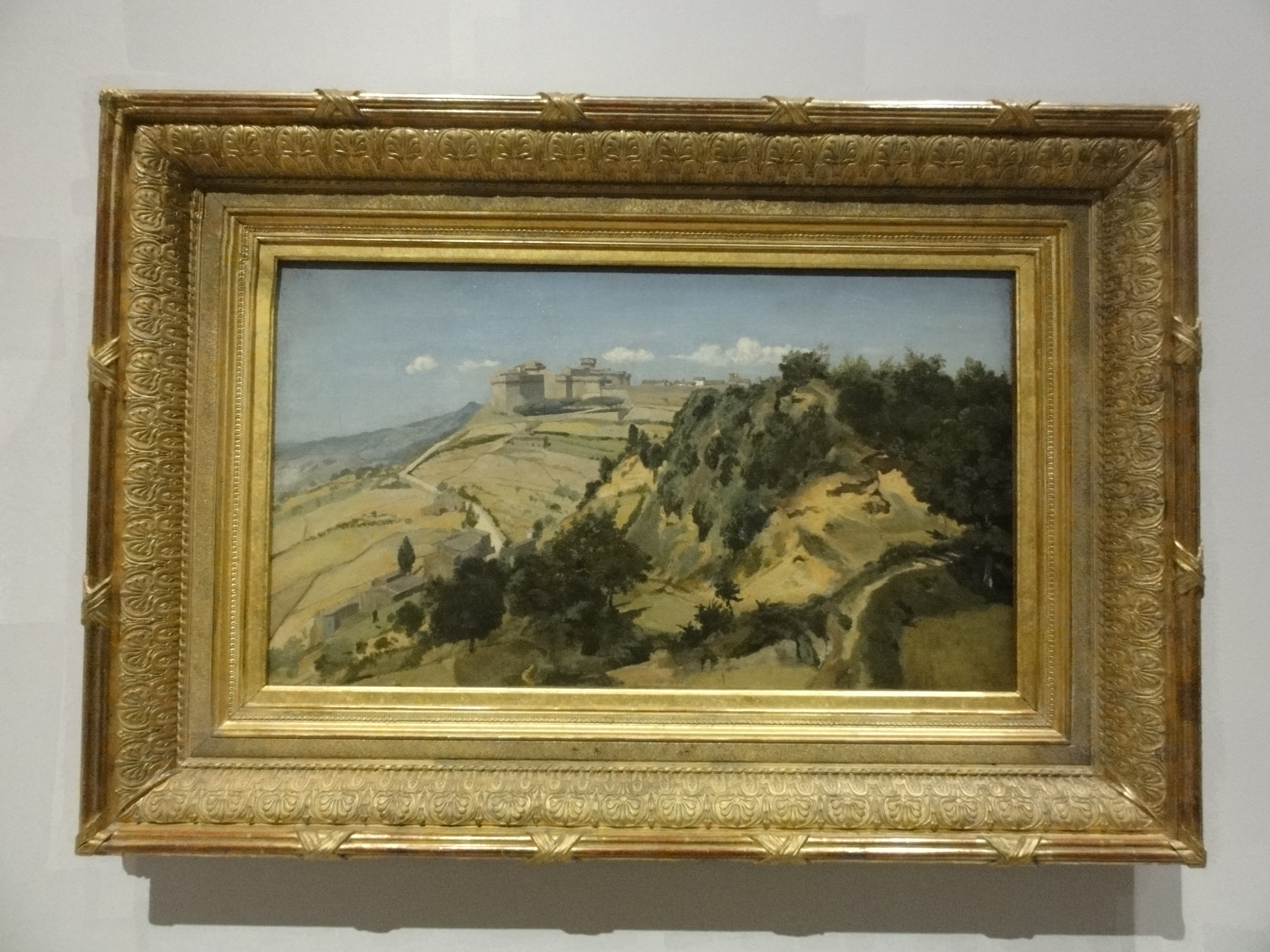
L'œuvre au Louvre-Lens.

Volterra, la citadelle est un tableau haut de 47 centimètres et large de 82 centimètres peint en 1834 par Camille Corot, et qui représente la citadelle de Volterra, et réalisé lors de son second séjour en Italie. Il a peint par la même occasion Volterra, le municipe.
L'œuvre est donnée au musée du Louvre en 1906, en même temps que son compagnon Volterra, le municipe, par Étienne Moreau-Nélaton. Elle fait alors partie des collections du département des Peintures et porte le numéro d'inventaire RF 1619,.

## Expositions
Volterra, la citadelle est présenté en 2013 et en 2014 dans l'exposition semi-permanente du Louvre-Lens La Galerie du temps,.